# Eriopsis
Eriopsis Lindl., 1847 è un genere di piante della famiglia delle Orchidacee, diffuso in America centrale e Sud America. È l'unico genere della sottotribù Eriopsidinae.

## Distribuzione e habitat
Il genere è presente nella fascia tropicale di America centrale (Belize, Guatemala e Costa Rica) e Sudamerica (Bacino dell'Amazzonia e Ande peruviane), dal livello del mare sino a 2.400 m di altitudine.

## Tassonomia
Il genere Eriopsis appartiene alla sottofamiglia Epidendroideae (tribù Cymbidieae).
Comprende 3 specie:
- Eriopsis amazonica Kolan. & Szlach.
- Eriopsis biloba Lindl., 1847
- Eriopsis rutidobulbon Hook., 1849